# El Palenque
El Palenque é uma junta de governo da Entre Ríos, na Argentina.